# Religie van de rede
De religie van de rede is een filosofisch concept waaraan vormgegeven werd in de Verlichting. De wezenlijke eigenschap van alle systemen die dit idee inhoud geven is de rationaliteit en universaliteit van deze religie. Vele verlichtingsfilosofen namen daarom afstand van openbaringsreligies, waarvan zij de inhoud vaak irrationeel vonden.
Voor Immanuel Kant waren de religie van de rede en de openbaringsreligie twee wegen die naar hetzelfde doel leidden: de erkenning van al onze ethische plichten als goddelijke geboden.